# Tipula (Acutipula) obtusiloba
Tipula (Acutipula) obtusiloba is een tweevleugelige uit de familie langpootmuggen (Tipulidae). De soort komt voor in het Oriëntaals gebied.